# Bahnbrückenmühle (Hafenlohr)
Bahnbrückenmühle ist ein Gemeindeteil der Gemeinde Hafenlohr im unterfränkischen Landkreis Main-Spessart in Bayern.

## Geographie
Die Einöde liegt in der Gemarkung Windheim. Die Mühle liegt im Spessart an der Hafenlohr bei Hubertushöhe.